# NewJeans
NewJeans(뉴진스) 또는 NJZ는 대한민국의 5인조 걸 그룹으로, 하이브의 산하 레이블인 어도어에 의해 결성되었다. 이 그룹은 민지, 하니, 다니엘, 해린, 혜인 다섯 명의 멤버로 구성되어 있다. 주로 민희진이 프로듀싱을 맡았으며, 이들은 옆집 소녀 같은 이미지와 1990년대 및 2000년대의 음악 스타일을 연상시키는 것으로 알려져 있다.
이 그룹은 2022년 7월 22일 싱글 "Attention"으로 뉴진스라는 이름으로 데뷔했으며, 이 곡은 대한민국 써클 디지털 차트에서 첫 1위를 차지했다. 이어서 "Hype Boy"와 "Cookie" 두 개의 싱글을 발표했으며, "Hype Boy"는 빌보드 글로벌 200에서 K-팝 여성 아티스트 중 최장 기간 차트에 머문 곡이 되었다. 이 싱글들은 모두 2022년 8월에 발매된 그들의 동명 데뷔 미니 앨범에 수록되었다. 2023년 1월에는 첫 싱글 음반인 OMG를 발매하여 상업적으로 성공을 거두었다. 이 음반에는 "Ditto"와 "OMG" 두 개의 싱글이 포함되었다. "Ditto"는 광범위한 인기를 얻어 써클 디지털 차트에서 최장 기간 1위를 기록했으며, 이 그룹의 첫 빌보드 핫 100과 영국 싱글 차트 진입곡이 되었다.
그들의 두 번째 미니 앨범 Get Up은 미국 빌보드 200 차트에서 1위를 차지했으며, 대한민국에서 100만 장 이상 판매되었다. 타이틀곡 "Super Shy"는 빌보드 글로벌 200 (2위), 미국 빌보드 핫 100, 영국 싱글 차트에서 그룹의 최고 순위를 기록한 싱글이 되었다. 뉴진스는 신인상을 수상했으며, 타임지의 차세대 리더와 포브스 코리아 파워 셀러브리티 40 등 목록에 이름을 올렸다. IFPI는 뉴진스를 2023년 세계에서 8번째로 많이 판매된 아티스트로 선정하였다.
2024년, 민희진 전 어도어 대표와 멤버들이 하이브 및 어도어 경영진과 대립하면서 뉴진스의 경영권에 대한 분쟁이 발생했다. 멤버들은 계약 해지를 요구했으나 어도어는 이를 부인했다. 2025년 3월, 서울중앙지방법원은 어도어가 제기한 금지명령을 인용하여 그룹의 독자적인 활동을 금지했다. 그룹은 같은 달 활동 중단을 발표했다. 2025년 6월, 서울고등법원은 그룹의 항소를 기각하며 하급 법원의 판결을 확정했다. 계약 유효성에 대한 본 소송은 여전히 진행 중이다.

## 그룹명
그룹의 원래 이름인 'NewJeans'는 청바지가 시대를 초월한 패션 아이템이라는 생각과 시대를 초월한 이미지를 스스로 개척하려는 그룹의 의도를 암시한다. 이 이름은 또한 새로운 세대(new generation)의 팝 음악을 선도하는 그룹을 가리키는 "new genes"라는 언어 유희에서 비롯되었다.
2025년 2월, 멤버들은 하이브와의 계약 분쟁 속에서 그룹 이름을 "NJZ"로 변경했다. 분쟁과 관련한 가처분 신청 이후, 그룹은 4월에 "NJZ" 사용을 중단했다.

## 역사

### 2011년~2022년: 데뷔 전 활동 및 결성
NewJeans로 데뷔하기 전에 여러 그룹 멤버가 TV, 음악, 댄스에 참여했다. 오스트레일리아 태생의 다니엘 마쉬는 한국에 살 때 2011년까지 방송된 버라이어티 쇼인 tvN 레인보우 유치원의 정규 출연자였다. 그녀는 또한 TV 프로그램인 제시의 플레이 키친과 내 마음의 크레파스에도 출연했다. 혜인은 2017년 11월 베이비몬스터의 로라와 함께 유정이라는 예명으로 동요 그룹 우쏘걸(U.SSO Girl)의 멤버로 데뷔했다가 1년 만에 팀에서 탈퇴했다. 2020년 12월, 그녀는 PocketTV가 결성한 음악 그룹이자 유튜브 그룹인 Play With Me Club에 가입했고, 2021년 5월 3일에 그룹을 졸업했다. 베트남계 오스트레일리아인인 하니는 Aemina Dance Crew의 멤버로 멜버른에서 공연을 시작했다. 하니와 민지는 방탄소년단의 2021년 뮤직비디오 'Permission to Dance'에 게스트로 출연했다.
하이브와 쏘스뮤직이 합작한 신인 걸그룹 준비는 2019년부터 시작되었으며, 같은 해 SM 엔터테인먼트의 비주얼 디렉터로 합류하여 최고 브랜드 책임자로서 아트 디렉션으로 널리 인정받은 민희진이 총괄했다. 민희진이 2019년에 합류할 당시, 그녀는 빅히트 외 여러 걸그룹의 크리에이티브 리드를 맡고, 나중에 그녀가 프로듀서가 될 별도의 레이블도 설립될 것이라고 공개되었다. 2019년 9월부터 10월까지 글로벌 오디션이 진행되었다. 쏘스뮤직 연습생이었던 민지는 이 오디션의 홍보 영상에 출연했다. 다른 여러 오디션이 열렸으며, 하니가 플러스 글로벌 오디션에서 뉴진스에 합류한 유일한 연습생임이 나중에 밝혀졌다. 다른 멤버들은 다양한 배경을 가지고 있었다. 다니엘은 전 YG 엔터테인먼트 연습생으로, 2020년 7월 별도의 쏘스뮤직 오디션을 통과했으며, 해린은 다른 기획사 연습생으로 2019년 말 길거리 캐스팅되었고, 2020년 초 정식으로 쏘스뮤직에 합류했다. 하니와 민지는 방탄소년단의 2021년 뮤직비디오 'Permission to Dance'에 특별 출연했다. 모든 멤버들은 2021년 말 어도어로 이적했다.
2021년 말, 민희진이 레이블의 CEO로 임명된 후, 프로젝트가 하이브가 새로 설립한 독립 레이블 어도어로 이전되었다고 발표되었다. 2021년 12월부터 2022년 1월까지 2차 글로벌 오디션을 진행해 2022년 3월 라인업이 확정됐다. 여러 언론 매체에서 '민희진 걸그룹'으로 불리던 이 그룹은 당초 2021년 론칭 예정이었다. 그러나 나중에 코로나19 팬데믹으로 인해 연기되었다.

### 2022년~2023년: 뉴진스와 OMG로 데뷔

뉴진스의 공식 로고

2022년 7월 1일, 어도어는 '22', '7', '22'라는 숫자의 애니메이션 영상 3편을 게재하며 신인 걸그룹 론칭을 예고해, 7월 22일 콘텐츠 공개에 대한 추측을 불러일으켰다. 7월 22일 깜짝 공개된 데뷔 싱글 'Attention' 뮤직비디오는 사전 프로모션이나 라인업 정보 없이 발표되었다. 빌보드는 이러한 움직임을 "위험하지만 궁극적으로 활력이 넘친다"고 묘사하며, 그 성공을 "무엇보다 음악에 중점을 둔 것"으로 평가했다. 이 비디오에는 2개의 추가 싱글을 포함하여 4개의 트랙이 포함된 다가오는 시조 데뷔 확장 플레이가 발표되었다.

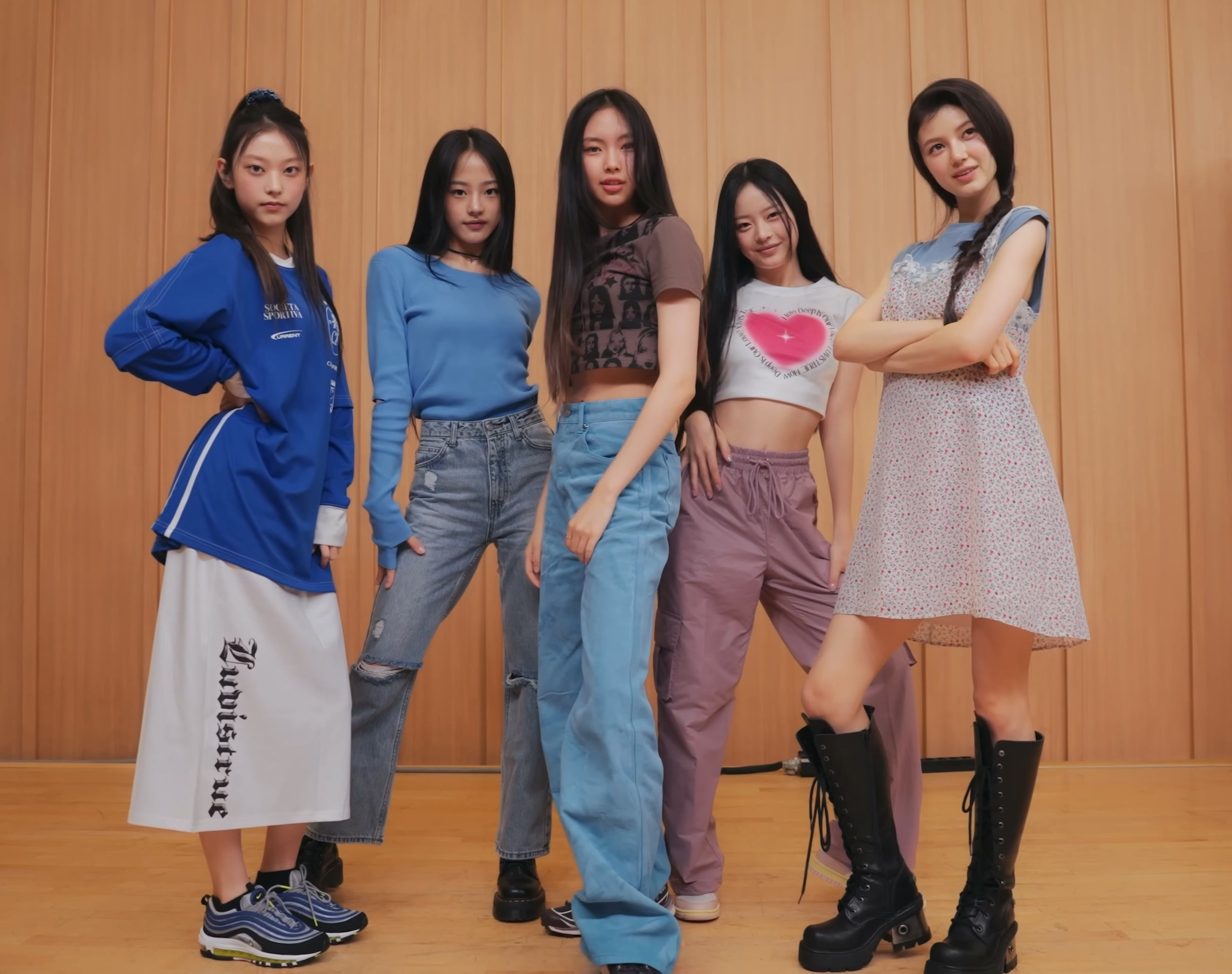
2022년 8월의 뉴진스

뉴진스는 2022년 7월 23일 두 번째 싱글 "Hype Boy"를 발표했으며, 멤버들의 이름을 공개하는 클립과 멤버들의 관점에서 노래에 대한 다른 4개의 뮤직 비디오도 함께 공개되었다. "Hype Boy"는 대한민국 써클 디지털 차트에서 2위를 기록했고, 빌보드 글로벌 200에서 K-팝 여성 아티스트 중 최장 기간 차트에 진입한 곡이 되어 42주 동안 차트에 머물렀다. 이틀 뒤 수록곡 'Hurt' 뮤직비디오가 공개됐다. EP의 선주문량은 3일 만에 444,000장을 넘어섰다. 뉴진스는 2022년 8월 1일 세 번째 싱글 "Cookie"와 함께 데뷔 EP를 디지털 및 스트리밍 방식으로 발표했다. 피치포크는 뉴진스를 90년대와 00년대의 R&B를 연상시키는 화려하고 스타일리시한 컬렉션이라고 평했다. "Cookie"는 가사에 성적인 풍자가 포함되어 있다고 생각하는 일부 평론가들로부터 비판을 받았다. 어도어는 비난을 부인하고 가사가 "CD를 굽는 것과 쿠키를 굽는 것의 짝을 이루는 아이디어, 한국어에서 동일한 개념 동사를 공유하는 것"을 의미한다고 밝혔다. 이 EP의 오프라인 버전은 8월 8일 발매되어 100만 장 이상 판매되어 대한민국 K-팝 여성 가수의 베스트셀러 데뷔 앨범이자 2011년 써클 차트 설립 이후 이를 달성한 유일한 데뷔 앨범이 되었다. 뉴진스는 8월 4일 엠넷 '엠카운트다운'을 통해 세 곡의 싱글을 모두 선보이며 방송 데뷔했다. 2022년 10월, 그들은 사우디아라비아와 일본에서 열린 KCON에 출연하여 첫 해외 라이브 공연을 펼쳤다. 연말에는 멜론 뮤직 어워드, 골든 디스크 어워즈, 한국대중음악상, 하이원 서울가요대상, 아시아 아티스트 어워즈, 더 팩트 뮤직 어워즈에서 신인상을 다수 수상했다.
뉴진스는 2022년 12월 19일 첫 번째 싱글 음반 OMG의 첫 번째 싱글로 "Ditto"를 발매했다. "Ditto"는 한국 써클 디지털 차트에서 13주 동안 1위를 차지하며 가장 오랫동안 1위를 차지한 곡이 되었다. 이는 뉴진스의 첫 빌보드 핫 100 차트 진입으로 최고 82위, 영국 싱글 차트 95위에 올랐다. 2023년 후반, "Ditto"는 MAMA 어워드, 멜론 뮤직 어워드, 골든 디스크 어워즈, 아시아 아티스트 어워즈에서 올해의 노래상을 수상했다. "Ditto"는 현재 아이차트의 실시간, 일간, 주간 차트에서 꾸준히 1위를 차지하는 기록인 퍼펙트 올킬 최장 기록인 655시간을 보유하고 있다. OMG는 2023년 1월 2일에 발매되었다. 리뷰어들은 이 앨범의 복고풍 스타일을 칭찬했다. 발매 첫 주에 70만 장을 팔아 써클 앨범 차트 1위로 데뷔했다. 뉴진스도 100만 장 판매를 달성하기 직전에 100만 장 이상 판매된 첫 번째 앨범이 되었다. OMG에는 같은 이름의 두 번째 싱글이 포함되어 입소문이 났다. 'OMG'는 빌보드 핫 100에서 74위를 기록하며 차트 최고 순위에 올랐으며, 스포티파이에서 그룹의 최다 스트리밍 곡이 되었다. "OMG"는 하이원 서울가요대상에서 최고 노래상을 수상했다.

### 2023년~2024년: Get Up 및 일본 데뷔

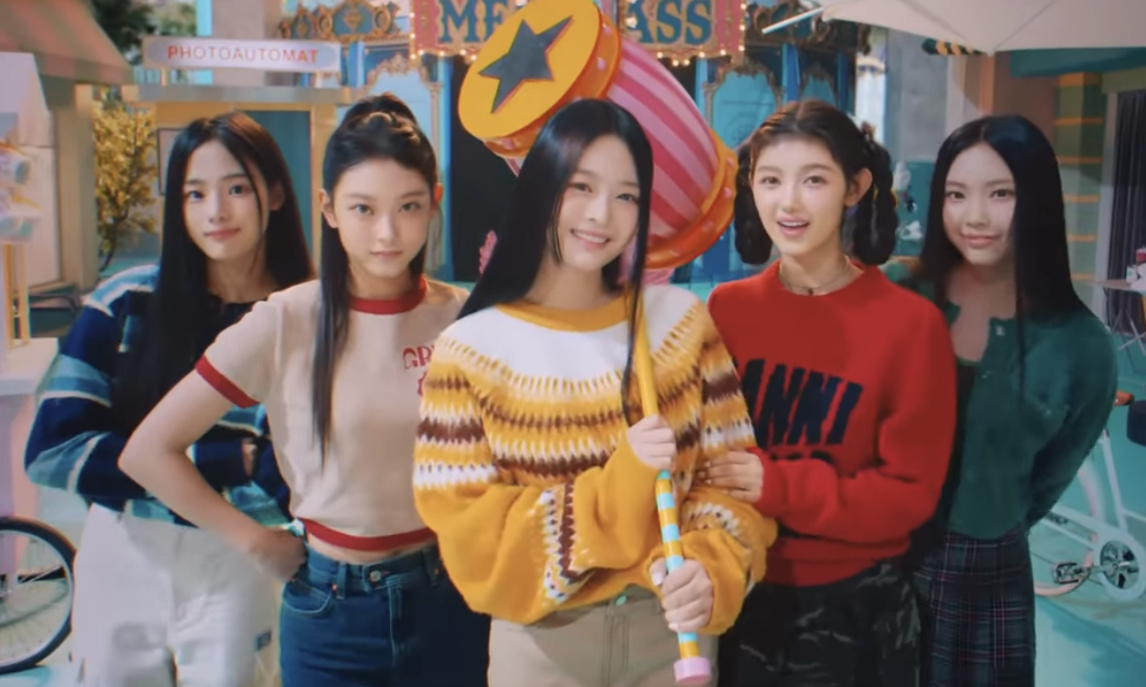
2022년 11월의 뉴진스

2023년 7월, 뉴진스는 SK올림픽핸드볼경기장에서 첫 매진 팬미팅인 버니즈 캠프를 개최했다. 이 그룹은 2023년 7월 21일 두 번째 미니 앨범 Get Up을 발매했다. Get Up은 빌보드 200 차트에서 그룹의 첫 1위를 기록하며, 블랙핑크에 이어 차트 정상에 오른 두 번째 K-팝 걸그룹이 되었다. 이 EP는 써클 앨범 차트에서 2위를 기록했으며, 발매 첫 주 165만 장의 판매고를 기록, 3연속 100만 장 이상 판매를 달성한 앨범이 됐다. "Super Shy", "ETA", "Cool with You"라는 세 개의 싱글이 지원되었다. 모든 싱글은 빌보드 핫 100에 진입하여 뉴진스는 차트에 세 곡을 동시에 진입시킨 최초의 K-팝 여성 아티스트가 되었다. "Super Shy"는 써클 디지털 차트에서 1위를 차지하여 뉴진스의 한국 세 번째 1위 싱글을 획득했으며 여러 국제 차트에서 최고의 성적을 거둔 트랙이 되었다. 트랙의 상업적 성공으로 뉴진스는 빌보드 이머징 아티스트 차트에서 처음으로 1위를 달성했다. EP를 홍보하기 위해 뉴진스는 여러 국가에서 라이브 공연을 개최하고 글로벌 브랜드 및 유명인사와 협력했다. 2023년 8월, 그들은 롤라팔루자에서 미국 첫 라이브 공연을 펼치며 이 페스티벌에서 공연하는 최초의 K-팝 걸그룹이 되었다. 같은 달, 뉴진스는 일본의 서머 소닉 페스티벌에서 공연했다.
2023년 한 해 동안 뉴진스는 다섯 개의 싱글을 더 발매했다. 코카콜라와 협력하여 4월에 "Zero"를, 5월에 Jon Batiste, J.I.D, Camilo가 피처링한 "Be Who You Are (Real Magic)"를 발매했다. 6월에는 J.I.D가 피처링한 "Zero"의 리믹스가 발매되었다. 뉴진스는 스트리밍 TV 시리즈 너의 시간 속으로 (2023)와 마이데몬 (2023~2024)의 사운드트랙으로 "Beautiful Restriction"과 "Our Night Is More Beautiful Than Your Day"를 녹음했다. 10월에는 라이엇 게임즈와 협력하여 2023 리그 오브 레전드 월드 챔피언십의 주제가로 "Gods"를 발매했다. 2023년 12월, 뉴진스는 250과 FRNK 등 한국 프로듀서들이 뉴진스와 OMG의 곡들을 리믹스한 첫 리믹스 음반 NJWMX를 발매했다. 연말에는 딕 클라크의 뉴 이어스 로킹 이브에서 공연한 최초의 K-팝 걸그룹이 되었다.

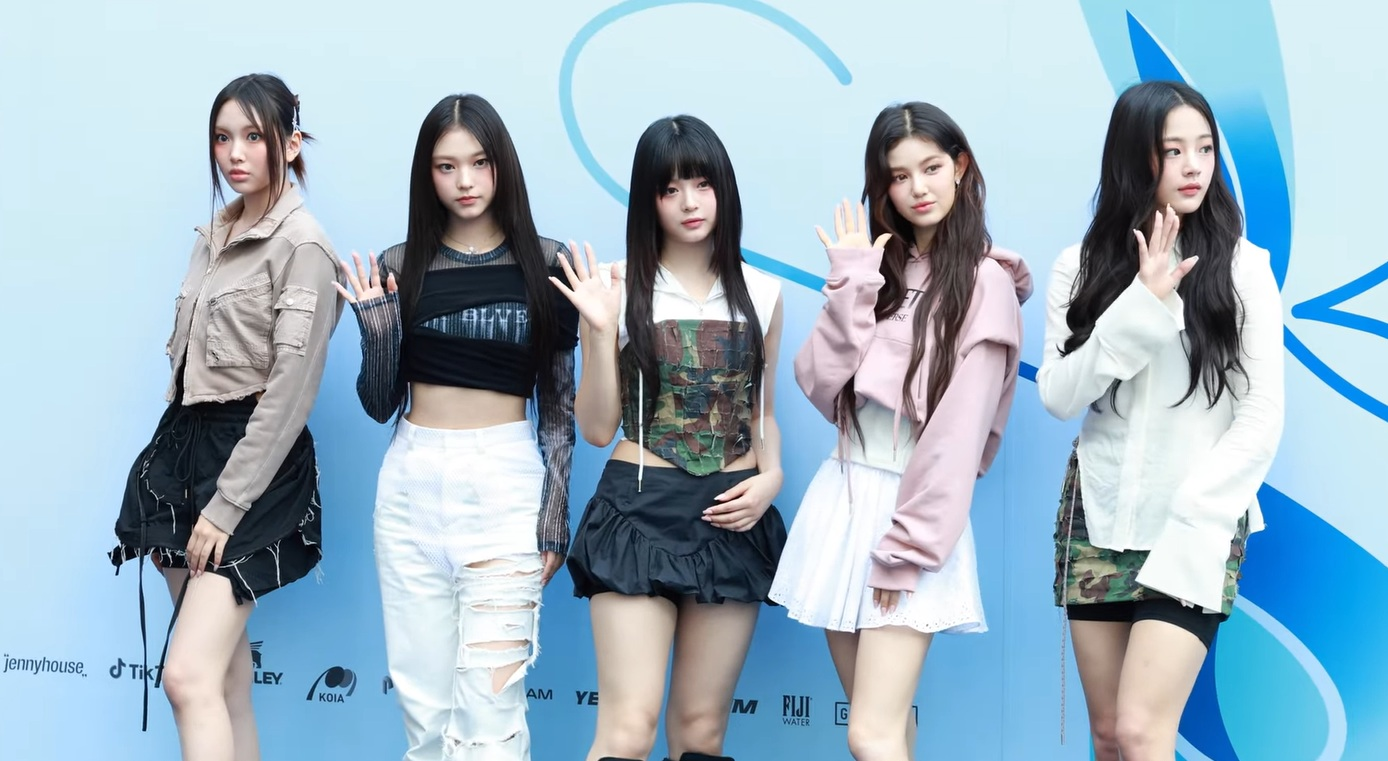
2023년 9월의 뉴진스

몇몇 출판물에서는 뉴진스를 2023년 가장 눈에 띄는 음악 행위자로 선정하여 상업적 성공과 음악, 광고, 패션 산업에서의 영향력을 언급했다. 그들은 한 해 동안 K-팝 여성 아티스트 중 가장 많은 439만 장의 앨범을 판매했으며, 스포티파이에서 10억 스트리밍을 달성한 가장 빠른 K-팝 가수로 기네스 세계 기록을 경신했다. IFPI는 뉴진스를 2023년 올해의 글로벌 음반 아티스트 목록에서 8위로 선정해 2023년 여성 아티스트 중 두 번째로 높은 순위를 기록했다. 임영웅과 함께 한국갤럽의 올해의 가수 투표 부문에서 1위를 차지했다. 이번 MAMA 시상식에서 뉴진스는 2010년 2NE1과 2011년 소녀시대에 이어 12년 만에 걸그룹 최초로 '올해의 아티스트상'을 수상했으며, 걸그룹 역사상 세 번째로 '올해의 아티스트상'을 수상했다. 멜론 뮤직 어워드에서도 올해의 가수상을 수상한 후, 같은 해 두 상을 동시에 수상한 최초의 여성 아티스트가 됐다. 빌보드 위민 인 뮤직에서는 K-팝 그룹 최초로 올해의 그룹(Group of the Year)을 수상했다. 뉴진스는 일본 레코드 대상에서 'Ditto'로 해외 아티스트 최초로 우수 작품상을 수상하고 그랑프리 후보에 올랐다.
2024년 3월, 뉴진스는 5월과 6월에 두 개의 싱글을 발매할 것이라고 발표했다. "How Sweet"은 B-side 트랙 "Bubble Gum"과 함께 2024년 5월 24일에 발매되었다. "Supernatural"은 B-side 트랙 "Right Now"와 함께 2024년 6월 21일에 발매되었다. 'Supernatural'과 'Right Now'의 발매는 그룹의 공식 일본 데뷔를 알렸으며, 발매 후 6월 26~27일 도쿄 돔에서 열린 팬미팅 '버니즈 캠프 2024 도쿄 돔'을 포함한 첫 일본 프로모션 활동을 시작했다. 뉴진스는 2024년 하반기에도 앨범을 발매할 계획이었으나, 앨범 계획은 나중에 중단되었다. 11월 16일, 뉴진스는 제1회 코리아 그랜드 뮤직 어워즈에서 그랜드 아티스트상을 수상했다.

### 2024년~현재: 하이브와의 갈등, "NJZ"로 리브랜딩, 및 활동 중단
2024년 4월, 하이브와 뉴진스의 CEO인 민희진 사이에 주주 분쟁이 발생했다. 하이브 경영진은 민희진이 그룹의 완전한 소유권을 얻으려 했다고 주장했고, 민희진은 하이브가 뉴진스를 다른 걸그룹과의 불공정한 경쟁에 노출시켰다고 비난했다. 이 분쟁으로 인해 민희진은 8월 27일 어도어의 CEO 자리에서 해임되었다.

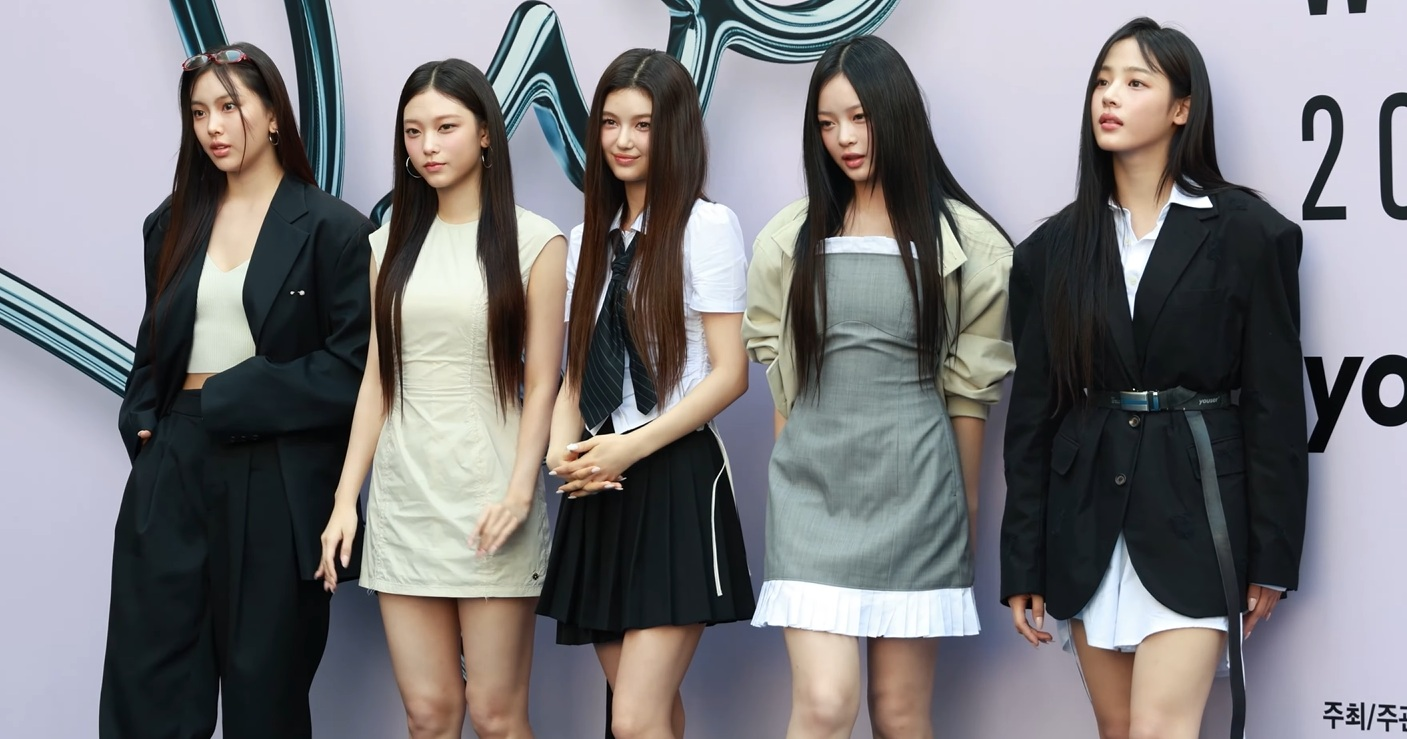
2024년 9월의 뉴진스

분쟁 내내 뉴진스 멤버들은 민희진을 공개적으로 지지했으며, 9월 11일 깜짝 유튜브 라이브 스트리밍에서 하이브 경영진에 대한 불신을 표명하고 직장 내 괴롭힘, 사생활 정보 유출, 이전에 공개된 콘텐츠 삭제 등의 문제를 상세히 설명했다. 그들은 방송을 마치며 방시혁 하이브 의장에게 9월 25일까지 민희진을 복직시키라는 최후통첩을 보냈다. 뉴욕 타임스의 존 카라마니카는 이 갈등을 K-팝에서 중요하고 드문 노동 분쟁으로 묘사하며, 최근 몇 년간 가장 주목할 만한 사건 중 하나라고 평했다. 9월 25일, 하이브는 경영과 프로듀싱의 분리 정책을 내세우며 민희진을 복직시키라는 뉴진스의 최후통첩을 거부했지만, 민희진이 그룹의 프로듀서로 남을 것이라고 확인했다. 갈등에도 불구하고 민희진은 TV 아사히와의 인터뷰에서 뉴진스의 미래 계획에 대한 의지를 재확인하며, 어려움을 극복할 계획이 있다고 밝혔다.
10월 15일, 하니는 연예 산업 내 직장 괴롭힘 및 아티스트 보호에 대한 감사를 진행하던 국회 환경노동위원회에서 참고인으로 증언했다. 하니는 하이브와 고위 경영진이 뉴진스를 약화시켰다고 비난하며 그룹이 겪었던 차별에 대해 설명했다. 어도어의 김주영 대표도 증언하며 조사에 협력하겠다고 약속했다. 이 사건은 나중에 정부 기관에 의해 기각되었는데, K-팝 그룹 멤버들은 노동자로 분류되지 않으며 노동권을 가질 자격이 없다는 이유를 들었다.

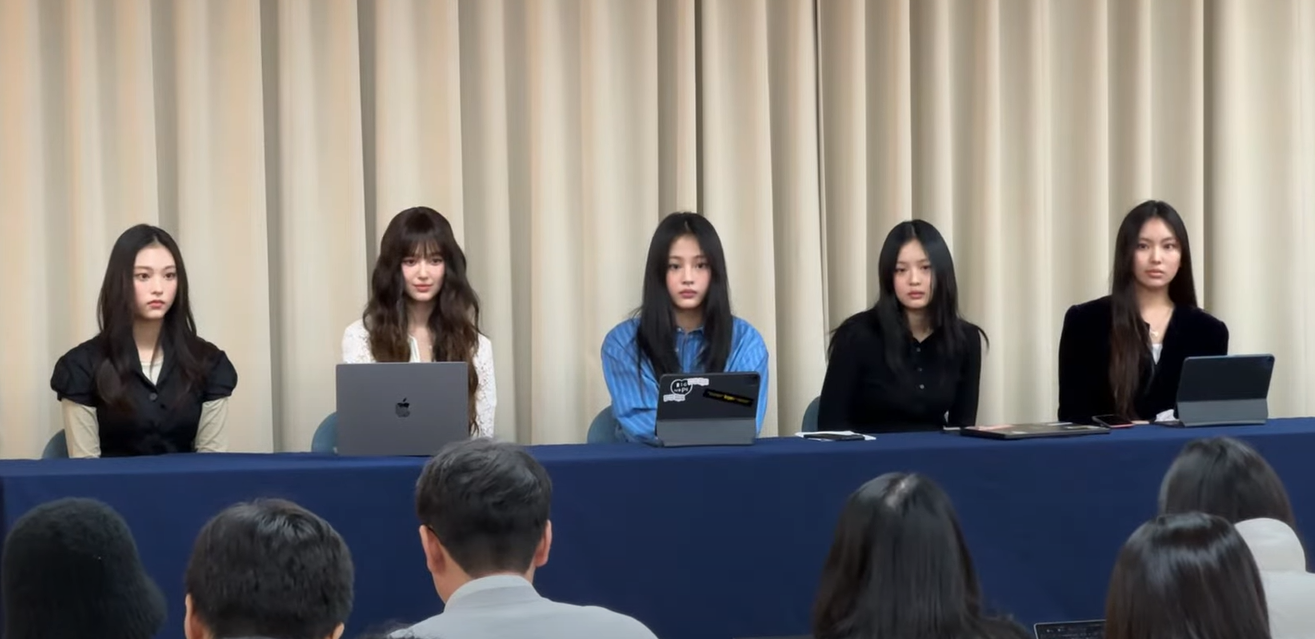
2024년 11월 28일 기자회견을 주최한 뉴진스

11월 13일, 연합뉴스는 뉴진스 멤버들이 어도어에 주요 위반 사항이 14일 이내에 시정되지 않을 경우 전속 계약을 해지하겠다는 내용 증명을 보냈다고 보도했다. 이 조치는 하이브가 뉴진스를 버릴 계획이라는 내부 문서 유출과 민희진을 어도어의 CEO로 복직시키라는 요청이 거부된 후에 이루어졌다. 11월 28일, 다섯 멤버는 아티스트 보호 조항 위반 등을 이유로 어도어와의 전속 계약 해지를 발표했다. 11월 29일, 멤버들은 독립적인 활동을 추구하고 그룹 이름에 대한 권리를 위해 싸울 것을 약속했다. 어도어는 어떠한 계약 위반도 부인하며 멤버들이 여전히 계약상 의무를 지고 있다고 주장했다. 멤버들의 변호사는 그들이 해지를 위한 적절한 법적 절차를 따랐으며, 어도어는 이에 대해 소송을 제기할 수 있다고 밝혔다. 한국연예제작자협회(KEPA)와 한국연예매니지먼트협회(KMF)는 어도어의 편을 들며, 일방적인 계약 해지는 산업 원칙과 투자에 해를 끼친다고 주장했다. KEPA는 멤버들의 행동을 "유치하다"고 비난했고, KMF는 그들에게 주장을 철회할 것을 촉구했다. 두 협회는 역사적으로 분쟁에서 매니지먼트 회사를 지지해왔다.
12월 5일, 어도어는 법원에 뉴진스 계약의 유효성 확인을 청원하고 다른 사람들의 개입에 대해 경고했지만, 멤버들과 대화할 의지가 있다고 밝혔다. 이에 대해 멤버들은 11월 28일에 계약이 종료되었다고 주장하며, 어도어가 협력자들을 괴롭혔다고 비난했다. 12월 14일, 뉴진스 멤버 다섯 명은 어도어가 관리하는 공식 계정과 별도로 새로운 인스타그램 계정 "jeanzforfree"를 개설했다. 첫 게시물에는 여의도에서 열린 윤석열 대통령 탄핵 집회에 참석하는 K-팝 팬들에게 무료 음식과 음료를 제공하는 내용이 담겼다. 어도어는 새 계정에 대해 법적 조치를 취하겠다고 경고했다.
2025년 1월 13일, 어도어는 멤버들이 계약 분쟁이 해결되지 않은 동안 독립적으로 광고 계약을 체결하는 것을 막기 위해 서울중앙지방법원에 금지명령을 신청했다. 2월 7일, 멤버들은 새로운 그룹명 "NJZ"를 발표했다. 그들은 이 새로운 이름으로 홍콩 음악 페스티벌 콤플렉스콘의 헤드라이너로도 발표되었다. 공연 이틀 전, 어도어는 그룹의 독립적인 활동을 금지하는 가처분 명령을 얻었지만, 그룹은 계획대로 음악 페스티벌에서 공연을 진행했다. 3월 23일, 그들은 공연 도중 "Pit Stop"이라는 새로운 곡과 여러 커버 곡을 선보였고, 예측 가능한 미래를 위해 모든 활동을 중단할 것이라고 발표했다. 그룹은 가처분 명령에 이의를 제기했으며, 4월에 심리가 예정되었다. 4월 16일, 법원은 어도어에게 유리한 결정을 유지했으며, 그룹은 서울고등법원에 항소했고 이후 "NJZ" 이름 사용도 중단했다. 5월 30일, 같은 지방법원은 각 멤버에게 그날부터 무단 활동에 대해 어도어에 10억 원을 지불하라고 명령했다. 이 판결은 소급 적용되지 않는다. 6월 18일, 고등법원은 그룹의 항소를 기각했으며, 어도어는 멤버들이 "제자리에 돌아오기를" 바란다는 성명을 발표했다.

## 예술성

### 곡 스타일과 가사
뉴진스(NewJeans)의 음악은 리듬 앤 블루스, 일렉트로팝, 힙합 등 다양한 장르를 아우른다. 뉴진스의 음악의 주요 특징에는 잔잔한 비트, 몽환적인 신시사이저, 라이브 보컬이 있다. 데뷔 EP와 첫 싱글 앨범 OMG는 주로 1990년대와 2000년대의 음악을 연상시키는 미드템포 팝과 리듬 앤 블루스로 구성되어 있다. 또한, 1990년대 후반 K-팝 걸그룹의 사운드와 비교되기도 했다. 음악 평론가들은 이들의 음악에서 UK 개러지, 볼티모어 클럽, 저지 클럽,, 그리고 뭄바톤과 같은 1990년대 후반과 2000년대 중반의 전자 음악과 댄스 스타일의 요소를 발견했다고 언급했다. 두 번째 EP Get Up에서 뉴진스는 UK 개러지에 영향을 받은 이전 곡들을 확장하며 댄스 및 클럽 음악 쪽으로 더 나아간 리드미컬 컨템퍼러리 프로덕션을 선보였다. 한편, "Supernatural"에서는 뉴 잭 스윙과 댄스 팝 장르를 탐구하며 250의 해석을 통해 퍼렐 윌리엄스가 프로듀싱한 일본 가수 마나미의 2009년 곡 "Back of My Mind"를 활용했다. 한국일보는 뉴진스의 스타일을 레트로 감성을 기반으로 한 "뉴트로" 미학과 연관 지었다. 같은 신문의 음악 평론가 최은수는 이들의 음악을 "쉽게 들을 수 있는" 스타일로 묘사하며, 시장을 점령했던 폭발적인 EDM 요소가 없는 점을 강조했다. NPR의 셸던 피어스(Sheldon Pearce)와 조슈아 민수 김(Joshua Minsoo Kim) 같은 비평가들은 뉴진스의 음악을 부드럽고 절제되며 섬세하다고 평가하며, 동시대 아티스트들의 "극대화되고 강렬한 소음"과는 대조적이라고 언급했다. 가디언의 로라 스냅스(Laura Snapes)는 이들의 곡을 "세련되고 치명적으로 중독성이 있으면서도, 레트로 신스와 실험적인 요소로 가득 찬 곡"이라고 표현했다. 코리아타임스에 글을 쓴 데이비드 티자드(David Tizzard) 교수는 뉴진스의 음악에 90년대 영국 정글 및 드럼 앤 베이스의 영향을 받은 곡이 많다고 말했다. 특히, 2024년 발표된 곡 "Right Now"는 클래식 정글이나 드럼앤베이스라기보다는 더 세련되고 거친 샘플을 배제한 매끈한 멜로디로, LTJ 부켐의 런던 스타일보다는 DJ 마키나 삼바스 하위 장르에 가까운 느낌이라고 평가했다.
뉴진스의 음악은 주로 한국의 프로듀서 250과 박진수 (FRNK)가 제작하며, 멤버들도 작사에 자주 참여한다. 멤버들은 특히 영화와 텔레비전, 특히 클루리스 (1995), 퀸카로 살아남는 법 (2004), 프린세스 다이어리 (2001)와 같은 "고등학교 하이틴 드라마"에서 영감을 받았다고 밝혔다. 이그제큐티브 프로듀서 민희진은 뉴진스의 모든 곡을 선택하고 녹음 과정을 책임지고 있다. 데뷔 EP에 대해 민희진은 "K-팝의 암묵적인 공식에서 벗어나 내가 원하는 음악으로 앨범을 만들고 싶었다"고 말했다. 민희진은 "고음 파트, 갑작스럽게 등장하는 어색한 랩, 획일적으로 느껴지는 노래 방식"을 싫어해 가이드 보컬 없이 녹음하며 멤버들이 자신의 노래 스타일을 발전시킬 수 있도록 했다. 피어스는 뉴진스가 특정 프로듀서들과의 빈번한 협업을 통해 뚜렷한 정체성과 미학을 가진 일관성 있는 디스코그래피를 만들어냈다고 평가했다.

### 이미지와 패션
뉴진스는 최유미가 개발한 그들의 스타일로 패션과 메이크업 트렌드에 영향을 미쳤다. 이전 샤이니와 작업하며 민희진을 만났던 최유미는 2020년부터 민희진과 뉴진스와 함께 작업하기 시작했는데, 이전에는 걸그룹 스타일링 경험이 없었다. 민희진은 뉴진스의 이미지가 "쿨하고, 편안하며, 세련되기를" 원했다고 밝혔다. 뉴진스는 Y2K 패션에서 영감을 받은 스타일로 데뷔하여 한국에서 Y2K 패션 부흥의 "상징"이 되었다. 멤버들은 뮤직비디오에서 팬들을 혼란스럽게 만들고 다시 시청하게 만들기 위해 "극적으로" 다른 의상을 입었다. 헤어와 메이크업의 경우, 뉴진스는 헤어스타일리스트 기희와 메이크업 아티스트 이낙염과 협력하여 그룹의 시그니처인 "자연스러운" 룩을 개발했다. 싱가포르 보그의 아즈린 탄(Azrin Tan)은 뉴진스가 미니멀하고 부드러운 메이크업과 곧은 검은 머리를 특징으로 하는 "새로운 미학"을 선보여, 단순함으로 현대 K-팝 산업의 미적 기준에 도전했다고 주장했다. 마찬가지로 존 카라마니카는 뉴욕 타임스에서 "프로덕션은 관능적이고 절제되어 있다 [...] 뉴진스는 과거의 아이디어를 위해 현대적인 레퍼런스 포인트를 사용한다"고 언급했다. 그들의 스타일링은 뉴진스의 옆집 소녀 이미지를 형성하는 데 기여했으며, 탄은 이를 현대 K-팝 그룹들의 "대개 고강도 미학과는 확연히 다른 변화"로 평가했다.
뉴진스는 겟 업(Get Up) 발매를 위한 뮤직비디오에서 응원단 및 발레에서 영감을 받은 의상을 포함한 다양한 콘셉트를 선보였다. 뉴진스 데뷔 이래, 최유미는 그들의 스타일에 고프코어와 블록코어와 같은 여러 현대 트렌드, 그리고 키코 코스타디노프, 마틴 로즈, 마린 세르, 혜인 서와 같은 디자이너들의 요소를 포함시켰다. 보그 오스트레일리아의 에디스 윈슬로우(Edith Winslow)는 뉴진스의 패션 스타일을 "과감한 아이템, 현대적인 디자이너, 그리고 이 모든 것을 소화하는 자신감"의 조합이라고 묘사했다. 뉴욕 타임스는 그들을 2023년 가장 스타일리시한 인물 중 하나로 선정했다. 인터뷰에서 뉴진스는 다양한 스타일을 탐구하고 패션을 통해 자신을 표현하는 것을 즐긴다고 말했다. 멤버들의 개인적인 스타일도 영향력을 얻었으며, 필리핀 데일리 인콰이어러의 줄리안 바르톨로메(Julian Bartolome)는 그들이 "현대 10대 스타일 아이콘"으로 자리매김했다고 말했다. 모든 멤버는 패션 및 뷰티 브랜드의 앰배서더로 활동했다. 하니는 구찌, 아르마니 뷰티, 어그의 앰배서더로, 혜인은 루이비통의 앰배서더로, 다니엘은 버버리, 입생로랑 뷰티, 셀린느의 앰배서더로, 민지는 샤넬 코리아의 앰배서더로, 해린은 디올의 앰배서더로 활동했다.

## 기타 활동

### 광고

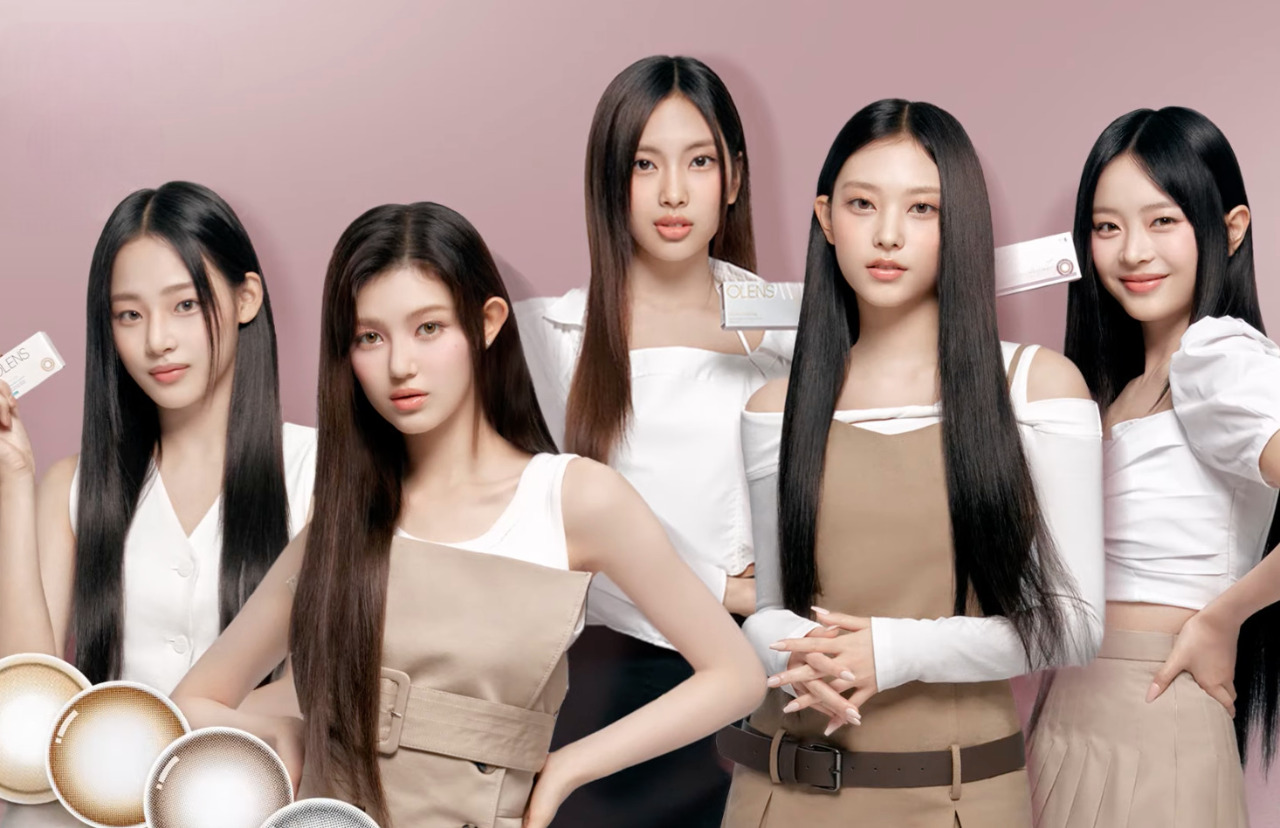
2023년 오렌즈 광고의 뉴진스

광고 산업에서 뉴진스는 인지도와 신뢰도 덕분에 우량주에 비유된다. NME의 타마르 허먼(Tamar Herman)은 2023년 말 그들을 "가장 인기 있는 광고 모델" 중 하나로 꼽았다. 2024년 4월, 포브스 코리아는 그룹이 1년 동안 광고로 300억 원을 벌어들였다고 보도했다. 그들의 인기는 한국과 해외에서 Z세대를 비롯한 다양한 세대에 걸친 영향력에 기인하며, 이는 무신사와 롯데웰푸드 같은 한국 브랜드들이 뉴진스를 해외 프로모션 캠페인을 이끌 앰배서더로 임명하게 했다. 광고 캠페인 이후 무신사는 여성 패션 부문 매출이 두 배 증가했으며, 롯데의 빼빼로 매출은 17% 증가했다. 뉴진스는 또한 리바이스, 캘빈 클라인, 콘택트렌즈 브랜드 오렌즈, 주얼리 브랜드 스톤헨지, 아이웨어 브랜드 카린의 모델로도 활동했다. 그들은 코카콜라 제로슈거, LG그램 (LG그램 노트북이 빠르게 매진됨), 롯데의 빼빼로, 인도미의 글로벌 앰배서더로 활동했다. 경력 내내 뉴진스는 SK텔레콤 (아이폰 14 프로와 아이폰 15 프로 홍보), 애플, 나이키 (에어 맥스 홍보), 5252 바이 오아이오아이, 신한은행, 메가스터디, 핑크퐁, 맥도날드 코리아, 현대백화점, 롯데, 카오, 시부야 109의 국내외 홍보 캠페인에 출연했다.
뉴진스는 한국 문화와 관광을 홍보하기 위해 정부 및 문화 기관과도 협력했다. 2023년 2월, 뉴진스는 서울시 홍보대사로 위촉되었고, 서울패션위크의 명예 앰배서더로 임명되었다. 2024년 3월, 그들은 인천국제공항 세관 부문의 앰배서더로 임명되었다. 2024년 5월, 뉴진스와 대영박물관은 박물관의 한국 전시를 설명하는 오디오 가이드 녹음을 공동으로 진행했다. 2024년 7월, 뉴진스는 문화체육관광부의 명예 홍보대사로 임명되었고, 이후 국내 관광을 홍보하는 일련의 광고에 출연했다. 뉴진스는 한국공예·디자인문화진흥원과도 협력하여 한지를 홍보했다.
뉴진스는 여러 기업과 협력하여 크로스 브랜드 제품을 출시했다. 이 제품들은 주로 서울의 팝업 스토어에서 판매되며, 국제 브랜드의 경우 다른 국가에서도 판매된다. 크로스 브랜드 파트너 목록은 다음과 같다: 누데이크 디저트 브랜드 (2022년 12월), 무신사 및 LG전자 (2023년 1월), 맥도날드 (2023년 6월), 라인프렌즈 (2023년 8월 및 2024년 6월), 나이키 (2024년 1월), 싱가포르 오차드 로드의 나이키 매장에서만 독점 판매됨. 크래프톤 (2024년 6월)은 배틀그라운드 내 뉴진스 플레이어 캐릭터를 출시했다. 그리고 무라카미 다카시와 일본 디자이너 후지와라 히로시 (2024년 5월)는 "Supernatural" 및 "Right Now" 발매를 위해 협력했다.

### 자선 활동
2022년 12월, 뉴진스와 어도어는 그룹 앨범 판매 수익금의 일부를 매년 사랑의 달팽이에 기부하여 청각 장애인들을 위한 인공와우 수술 및 언어 치료 자금으로 사용될 것이라고 발표되었다. 이듬해 어도어와 뉴진스는 사랑의 달팽이 소울 리더 클럽에 가입했으며, 총 9,900만 원 이상을 기부했다. 2023년 2월, 뉴진스와 어도어는 그 달 튀르키예와 시리아를 강타한 지진 피해자들을 돕기 위해 세계 식량 계획에 2억 원을 기부했다. 2024년 5월, 뉴진스는 7개 대학 축제 공연 수익금 전액을 한국장학재단에 기부했다. 2024년 12월, 다섯 멤버는 각자의 이름으로 아동 자선 단체인 초록우산어린이재단에 약 6만 9천 달러에 해당하는 1억 원을 기부했다.

## 영향
빌보드에 따르면 뉴진스는 "팝에서 가장 인정받고 영향력 있는 그룹 중 하나"가 되었다. 타임스 오브 인디아는 뉴진스를 세계적인 팝 아이콘으로 언급하며, "그들은 전 세계 팝 팬들의 마음에 자리 잡았고 현대 팝의 우수성의 전형이 되었다"고 평했다. 타임은 그들을 차세대 리더 중 한 명으로 선정하며, "이미 업계의 선배들보다 더 빠르게 세계적인 성과를 달성했다"고 덧붙였다. 음악 평론가 정민재는 NBC 뉴스에 "뉴진스는 현대 K-팝이 아니었던 모든 것을 담고 있으며, 변함없이 보이던 산업에 신선한 얼굴로 등장했다"고 말했다. 보그의 타마르 허먼(Tamar Herman)은 그들의 음악이 "한국 팝 아이돌 신의 얼굴을 즉시 바꿔놓았다"고 썼다. 비평가들은 뉴진스가 라이즈와 TWS와 같은 후배 K-팝 보이그룹에 미친 영향을 언급했으며, 이들은 유사한 콘셉트와 "이지 리스닝" 사운드를 채택했다. 비즈니스 인사이더는 "뉴진스는 한국과 글로벌 팝 지형 모두에서 강력한 힘이자 음악적 패러다임 전환자가 되었다"고 평했다. 뉴진스는 포브스의 포브스 코리아 파워 셀러브리티 40 및 포브스 30 언더 30 아시아 (엔터테인먼트 & 스포츠)를 포함한 수많은 파워 랭킹에 이름을 올렸다.
뉴진스는 옆집 소녀 같은 이미지와 국제적인 매력 덕분에 패션 산업에서 빠르게 입지를 다졌으며, 더 비즈니스 오브 패션에 따르면 "하룻밤 사이에 패션계의 총아가 되었다". 디자이너 윤 안(Yoon Ahn)과 바흐 마이(Bach Mai)는 자신들의 컬렉션에 영향을 미친 인물로 뉴진스를 꼽았다. 뉴진스는 패션 산업에 대한 영향력과 공헌을 인정받아 2023년 한국패션대상에서 한국패션산업협회장 표창을 수상했으며, 2023년 더 비즈니스 오브 패션이 선정한 업계에서 가장 영향력 있는 500인 중 한 명으로 선정되었다.

## 구성원
| 이름   | 소개 |
| ------ | --- |
| 민지   | - 본명: 김민지(金玟池) - 생년월일: 2004년 5월 7일(21세) - 출생지: 대한민국 강원도 춘천시 - 활동기간 : 2022년~                                                |
| 하니   | - 본명: 팜하니(Pham Hanni), 팜응옥헌(范玉欣/Phạm Ngọc Hân) - 생년월일: 2004년 10월 6일(20세) - 출생지: 오스트레일리아 빅토리아주 멜버른 - 활동기간 : 2022년~ |
| 다니엘 | - 본명: 다니엘 마쉬(Danielle Marsh), 모지혜(牟智慧) - 생년월일: 2005년 4월 11일(20세) - 출생지: 오스트레일리아 뉴사우스웨일스주 뉴캐슬 - 활동기간 : 2022년~  |
| 해린   | - 본명: 강해린(姜諧潾) - 생년월일: 2006년 5월 15일(19세) - 출생지: 대한민국 서울특별시 - 활동기간: 2022년~                                                   |
| 혜인   | - 본명: 이혜인(李惠仁) - 생년월일: 2008년 4월 21일(17세) - 출생지: 대한민국 인천광역시 - 활동기간: 2022년~                                                   |

## 음반
미니 앨범
- New Jeans (2022)
- Get Up (2023)

### 싱글
- 2022년 12월 19일 《Ditto》 (싱글 1집, 선공개곡)
- 2023년 1월 2일 《OMG》(싱글 1집)
- 2023년 4월 3일 《Zero》
- 2023년 7월 7일 《Super Shy》 (미니 2집, 선공개곡)

### 더블 싱글
- 2024년 4월 27일 《Bubble Gum》 (더블 싱글, 선공개곡)
- 2024년 5월 24일 《How Sweet》 (더블 싱글)

### 리믹스
- 2023년 12월 19일 《NJWMX》

## 필모그래피
텔레비전 프로그램
- SBS 《뉴진스 코드 in 부산》 (2022)[230]

## 내용주
1. ↑  2024년 어도어와의 계약을 해지하겠다고 밝혔으며, 법조계 쪽에서는 뉴진스의 계약 해지가 이전에 없던 방식이라 어도어 측이 이를 제지할 수 없다고 보는 견해가 우세하다.[1][2] 다만 어도어 측은 현재 이것이 사실이 아니라고 주장하며 반박 중이다.